# Saturn Bomberman
Saturn Bomberman conocido como Bomberman SS es un videojuego de acción perteneciente a la serie Bomberman, que fue lanzada para  Sega Saturn en 19 de julio de 1996 en Japón, enero de 1997 en Europa y 22 de agosto de 1997 en Estados Unidos (siendo el CD grabable por Satakore en 1997). Es notorio por permitir la participación simultánea de hasta 10 jugadores en el modo batalla usando 2 Multi-taps..

## Personajes
El juego presenta personajes jugables de otros títulos de Hudson Soft.
- White Bomberman
- Black Bomberman
- Honey
- Kotetsu
- Bonk (de Bonk's Adventure)
- Milon
- Kabuki
- Master Higgins (de Adventure Island)
- Manjimaru
- Kinu

### Personajes secretos
- Manto
- Yuna Kagurazuka